# Jane Chacun
Jane Chacun, née Jeanne Charlotte Blanzat le 12 juillet 1908 à Ambert (Puy-de-Dôme) et morte le 27 mars 1980 à Créteil (Val-de-Marne), est une chanteuse réaliste.

## Biographie
Jane Chacun a grandi dans une famille de cinq enfants. Son père, maçon, meurt en 1913. Dès lors, la petite Jeanne Blanzat est placé à l'hospice des vieux d'Ambert. Elle commence à huit ans comme choriste pour les messes données à la chapelle et quitte l'hospice en 1920.
Elle arrive à Paris à l'âge de quinze ans, est ouvrière dans une boucherie de Levallois. Elle se marie à dix neuf ans et est veuve sept ans après. Elle retourne alors chez sa mère et se consacre au chant. 
Elle débute en 1937 au club Mimi Pinson où elle joue des airs de musette, et croise la Môme Piaf, dont elle reprendra plus tard C'était une histoire d'amour.
Jane Chacun a enregistré en juin 1942 chez Odéon la chanson Mon costaud de Saint-Jean, plus connue par l'interprétation également en 1942 de Lucienne Delyle sous le nom de Mon amant de Saint-Jean. Elle enregistre au total plus d'une centaine de chansons.
En 1946, elle est engagée pour chanter pour les Six Jours de Paris au Vélodrome d'hiver.
Après la guerre, Jane Chacun aura sa propre guinguette sur les bords de Marne.
Elle se produit dans plusieurs musettes dont La Java, Au Boléro, chez Bouscat, à la Boule Noire, au Balajo, au Ça Gaze, aux Gravilliers et chez Gégène. Elle se produit aussi dans des music-halls de Paris : L'Européen, l'Alhambra, à l'A.B.C., au Moulin Rouge et au Bobino.
Elle est inhumée au cimetière de la Pie, à Saint-Maur-des-Fossés (Val-de-Marne).

## Discographie
Il existe un très grand nombre de disques 78 tours des labels Pathé, Odéon Pacific et La voix de son maître. Certains de ses succès sont réédités dans un CD intitulé La Reine du Musette, produit par MC Production.
- 1939 : Tu m'as menti
- 1941 : Le vagabond
- 1942 : Mon costaud de Saint Jean[6].
- 1943 : Partir
- 1943 : La boîte à matelots, J'ai pleuré sur tes pas[7]
- 1943 : C'était une histoire d'amour, Odéon
- 1945 : Le grand Frisé, J'ai voulu danser
- 1945 : Ce n'est qu'une ritournelle, Mon cœur à besoin de rêves
- 1946 : Les nuits, Un p'tit verre de liqueur, Fleur de Paris, C'Est La Chanson Des Accordéons[8]
- 1947 : J'ai raté ma chance, Quand on a comme vous
- 1949 : Toujours
- 1957 : Cœur de Lilas, J'ai tant pleuré, Célosa
- Plus jamais, avec Émile Carrara
- Désir
- Encore un soir
- C'est lui que mon cœur a choisi